# Склеечный пресс

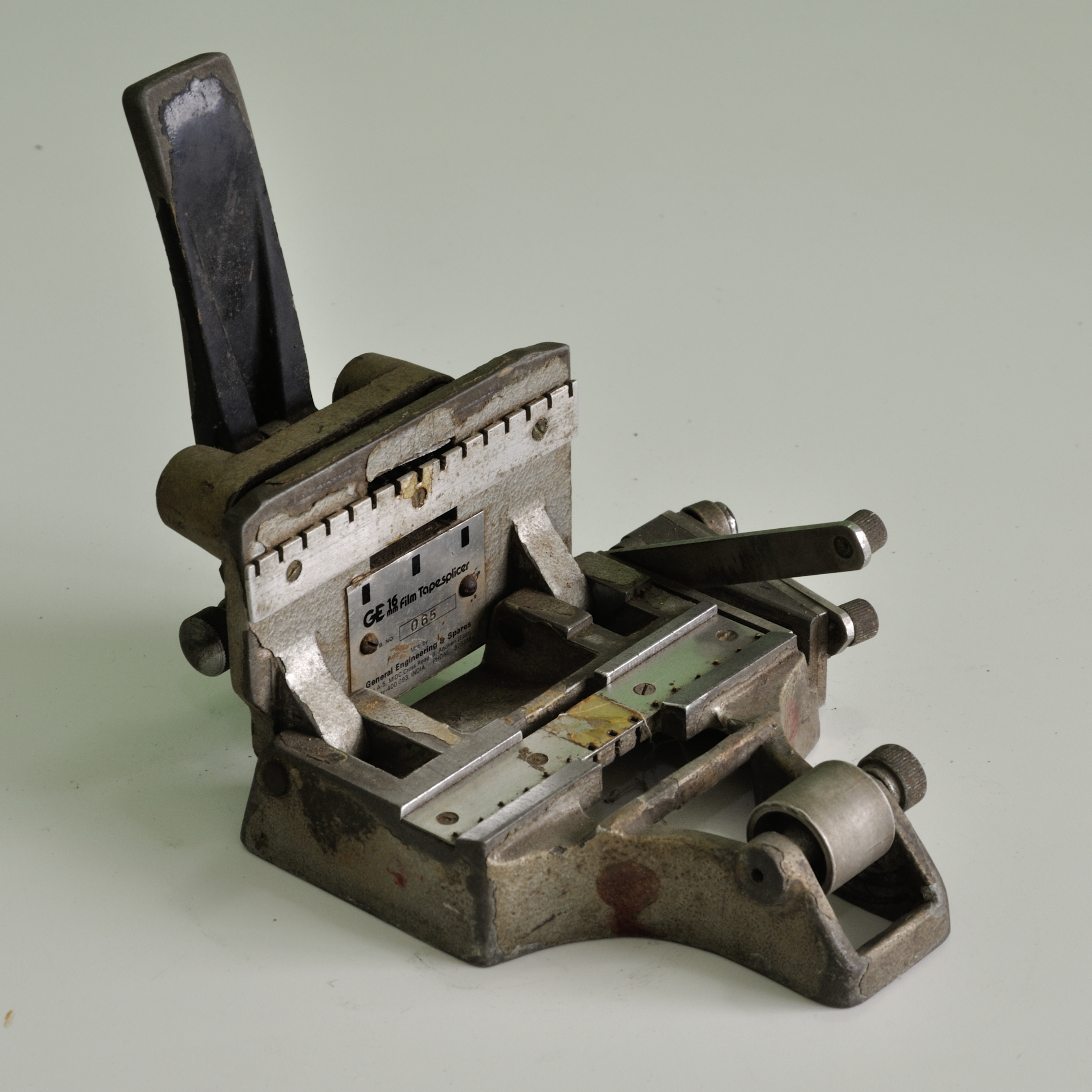
Склеечный пресс для склейки 16-мм киноплёнки скотчем

Склеечный пресс — приспособление для склейки киноплёнки в процессе монтажа фильма или ремонта фильмокопий. Конструктивно выполняется как отдельное устройство или как часть монтажного стола. Склеечные прессы, оснащённые приспособлениями для точной обрезки и зачистки склеиваемых отрезков киноплёнки, называются склеечными полуавтоматами. На киностудиях используются стационарные полуавтоматы, оснащённые наматывателями и подогревом склеиваемого участка.

## Устройство
Простейший склеечный пресс представляет собой плату с каналом для киноплёнки и откидывающимся на шарнирных петлях подпружиненным прижимом. 
В канале, неподвижно фиксирующем склеиваемые части, расположены зубья, входящие в перфорацию. Такая конструкция обеспечивает точность соединения и беспрепятственное прохождение склеек в кинокопировальном аппарате или кинопроекторе. Большинство прессов и все полуавтоматы дополнительно снабжаются ножом для разрезки, обеспечивающим строгую перпендикулярность обреза и правильность его ориентации относительно перфорации. Прессы для профессионального кино могут содержать две и больше откидных частей различного назначения. В СССР для 35-мм киноплёнки выпускались настольный пресс-полуавтомат 35-НСПА, а для 16-мм фильмов — склеечный пресс 16-ПСП-6. Для 70-мм киноплёнки использовался пресс 70-ПСП-1. 
При монтаже негатива фильма его отрезки тщательно склеиваются специальным клеем таким образом, чтобы место склейки не затрагивало изображение соседних кадров. В кинематографических системах с узким межкадровым промежутком избежать этого удаётся при помощи «шахматной склейки», когда каждый второй монтажный кадр заменяется пустым ракордом такой же длины, а пропущенные части монтируются на второй киноплёнке с такими же пропусками кадров, смонтированных в первой. После этого обе киноплёнки печатаются на одну позитивную в два прохода.
При ремонте фильмокопий такая аккуратность склейки необязательна, и чаще всего киноплёнка склеивается скотчем, для которого на склеечном прессе устанавливается специальное размоточное устройство. Склейка рабочего позитива при монтаже также производится скотчем. Для склеивания киноплёнок на безусадочной лавсановой подложке используются специальные прессы, сваривающие соседние отрезки при помощи ультразвука, поскольку клей в этом случае неприменим.